# Surrey (Britská Kolumbie)
Surrey je město v provincii Britská Kolumbie v Kanadě. V roce 2016 zde žilo 517 887 obyvatel, což je od roku 2011 navýšení o 10,6 %. Rozlohou je největším městem metropolitní oblasti Metro Vancouver a počtem obyvatel je druhé největší provinční město po Vancouveru. Ve městě se nachází více než 200 parků, díky čemuž se mu přezdívá „město parků“ (anglicky City of Parks). Je sídlem dvou univerzitních kampusů.

## Poloha
Surrey je jednou z 21 obcí metropolitní oblasti Metro Vancouver. Leží na jih od řeky Fraser na hranicích s USA. Nachází se na místě, kde žili původně Pobřežní Sališové.
Město má 6 čtvrtí:
- Cloverdale
- Fleetwood
- Guildford
- Newton
- South Surrey
- Whalley/City Centre

## Dějiny
Surrey bylo založeno jako obec v roce 1879. Původní obyvatelé byli z velké části vyhubeni evropskými chorobami. Název Surrey vytvořil Angličan H. J. Brewer, kterému připomínala krajina anglické hrabství Surrey.
Zpočátku se město rozrůstalo velmi pomalu. Hlavními odvětvími bylo lesnictví a zemědělství. Ve městě se nacházel významný most přes řeku Fraser a železnice, která napomáhala průmyslovému a obchodnímu růstu města. V 30. letech 20. století přišli do města obyvatelé suchem postižených prérií. Politické nepokoje z roku 1957 vedly k oddělení čtvrti Ward 7, z které vznikla obec White Rock.
Velký rozmach zažilo město v 80. a 90. letech 20. století, kdy se do něj přistěhovali lidé z různých míst Kanady, ale také z celého světa, hlavně z Asie. Odhady z roku 2013 předpovídají, že město za 10 až 12 let předběhne Vancouver a stane se městem s největším počtem obyvatel v provincii Britská Kolumbie.

## Obyvatelstvo
V roce 2016 zde žilo 517 887 obyvatel, což je o 10,6 % více než v roce 2011. Díky tomuto se město stalo 12. největším městem v Kanadě a zároveň pátým největším městem v regionu Západní Kanada (po Calgary, Edmontonu, Winnipegu a Vancouveru). Surrey je nedílnou součástí metropolitní oblasti Metro Vancouver, protože je druhým největším městem v regionu, které zároveň slouží jako sekundární ekonomické jádro metropolitní oblasti. Spolu s městem Vancouver tvoří téměř 50 % všech obyvatel regionu.
Ve městě se nachází mnoho čtvrtí včetně Whalley, Newton, Guildford, Fleetwood, Cloverdale a South Surrey. Každá čtvrť je jedinečná a žije v ní etnicky různorodé obyvatelstvo. Evropští Kanaďané a Jihoasijští Kanaďané žijí ve velkém počtu po celém městě. Nejvíce Evropských Kanaďanů žije ve čtvrtích South Surrey (72 %) a Cloverdale (69 %) a nejvíce Jihoasijských Kanaďanů žije ve čtvrtích Newton (58 %) a Whalley (51 %).
Mezi další významné asijské skupiny, které žijí v Surrey, patří Čínští Kanaďané (7,7 %), Filipínští Kanaďané (6,2 %) a jihovýchodní Asiaté (2,5 %). Černošská komunita v Surrey tvoří pouze 1,9 % celkové populace, je tedy malá, nicméně město je domovem největší černošské populace v Britské Kolumbii; v Surrey žije téměř 22% celé černošské populace v provincii. Podobně jako ve většině měst v Kanadě má velká většina (64%) evropských obyvatel Surrey původ na Britských ostrovech.

### Náboženství
Průzkum z roku 2011 uvádí, že 71,4 % obyvatel Surrey uvedlo náboženskou příslušnost, zatímco 28,6 % obyvatel uvedlo, že jsou bez náboženského vyznání. V celé Britské Kolumbii se k náboženské příslušnosti přihlásilo 55,9 % obyvatel, zatímco 44,1 % bylo bez vyznání.
V Surrey žije více sikhů než v kterémkoli jiném kanadském městě. Mezi tři nejčastěji uváděná náboženská vyznání patří křesťanství (38,2 %), bez vyznání (28,6 %) a sikhismus (22,6 %). Tato náboženská vyznání jsou také nejčastěji uváděna v celé Britské Kolumbii.

### Jazyky
| Mateřský jazyk        | Populace | Procentuální podíl |
| --------------------- | -------- | ------------------ |
| Angličtina            | 247 685  | 47,82%             |
| Paňdžábština          | 106 100  | 20,48%             |
| Severočínské dialekty | 22 885   | 4,42%              |
| Hindština             | 18 335   | 3,54%              |
| Tagalog               | 17 540   | 3,39%              |
| Korejština            | 8 065    | 1,56%              |
| Kantonština           | 7 095    | 1,37%              |
| Španělština           | 6 730    | 1,29%              |
| Vietnamština          | 6 365    | 1,23%              |
| Arabština             | 4 940    | 0,95%              |

## Podnebí
V Surrey panuje oceánické podnebí (Cfb) typické pro region Pacific Northwest: deštivé a vlhké zimy s vydatnými srážkami trvajícími až do začátku jara. Zimy jsou chladné, léta jsou mírná a slunečná a podzimy chladné.

| Surrey – podnebí                             | Surrey – podnebí | Surrey – podnebí | Surrey – podnebí | Surrey – podnebí | Surrey – podnebí | Surrey – podnebí | Surrey – podnebí | Surrey – podnebí | Surrey – podnebí | Surrey – podnebí | Surrey – podnebí | Surrey – podnebí | Surrey – podnebí |
| Období                                       | leden            | únor             | březen           | duben            | květen           | červen           | červenec         | srpen            | září             | říjen            | listopad         | prosinec         | rok              |
| -------------------------------------------- | ---------------- | ---------------- | ---------------- | ---------------- | ---------------- | ---------------- | ---------------- | ---------------- | ---------------- | ---------------- | ---------------- | ---------------- | ---------------- |
| Nejvyšší teplota [°C]                        | 15,5             | 19,4             | 25               | 29               | 34,5             | 33,3             | 35               | 34,5             | 34,5             | 29               | 21               | 16,7             | 35               |
| Průměrné denní maximum [°C]                  | 6,7              | 8,7              | 11,7             | 14,6             | 17,9             | 20,4             | 23,1             | 23,6             | 20,9             | 14,5             | 8,7              | 6,1              | 14,7             |
| Průměrná teplota [°C]                        | 3,8              | 5,1              | 7,5              | 10               | 13               | 15,6             | 17,9             | 18,2             | 15,5             | 10,4             | 5,9              | 3,4              | 10,5             |
| Průměrné denní minimum [°C]                  | 0,9              | 1,4              | 3,3              | 5,3              | 8                | 10,8             | 12,5             | 12,7             | 10               | 6,3              | 3,1              | 0,6              | 6,2              |
| Nejnižší teplota [°C]                        | −17,2            | −13,5            | −8,3             | −2,8             | −1,1             | 2,2              | 2,8              | −1,1             | −2,2             | −6,5             | −15              | −18,9            | −18,9            |
| Průměrné srážky [mm]                         | 186,4            | 124,8            | 121,8            | 109,8            | 87,9             | 72,1             | 49               | 42               | 59,7             | 138,1            | 225              | 182,1            | 1 399,1          |
| Sněžení [cm]                                 | 14,5             | 7,4              | 1,8              | 0,3              | 0                | 0                | 0                | 0                | 0                | 0,4              | 1,6              | 12,2             | 38,2             |
| Zdroj: Environment and Climate Change Canada |                  |                  |                  |                  |                  |                  |                  |                  |                  |                  |                  |                  |                  |

## Partnerská města
- Kótó, Japonsko
- Ču-chaj, Čína

## Galerie

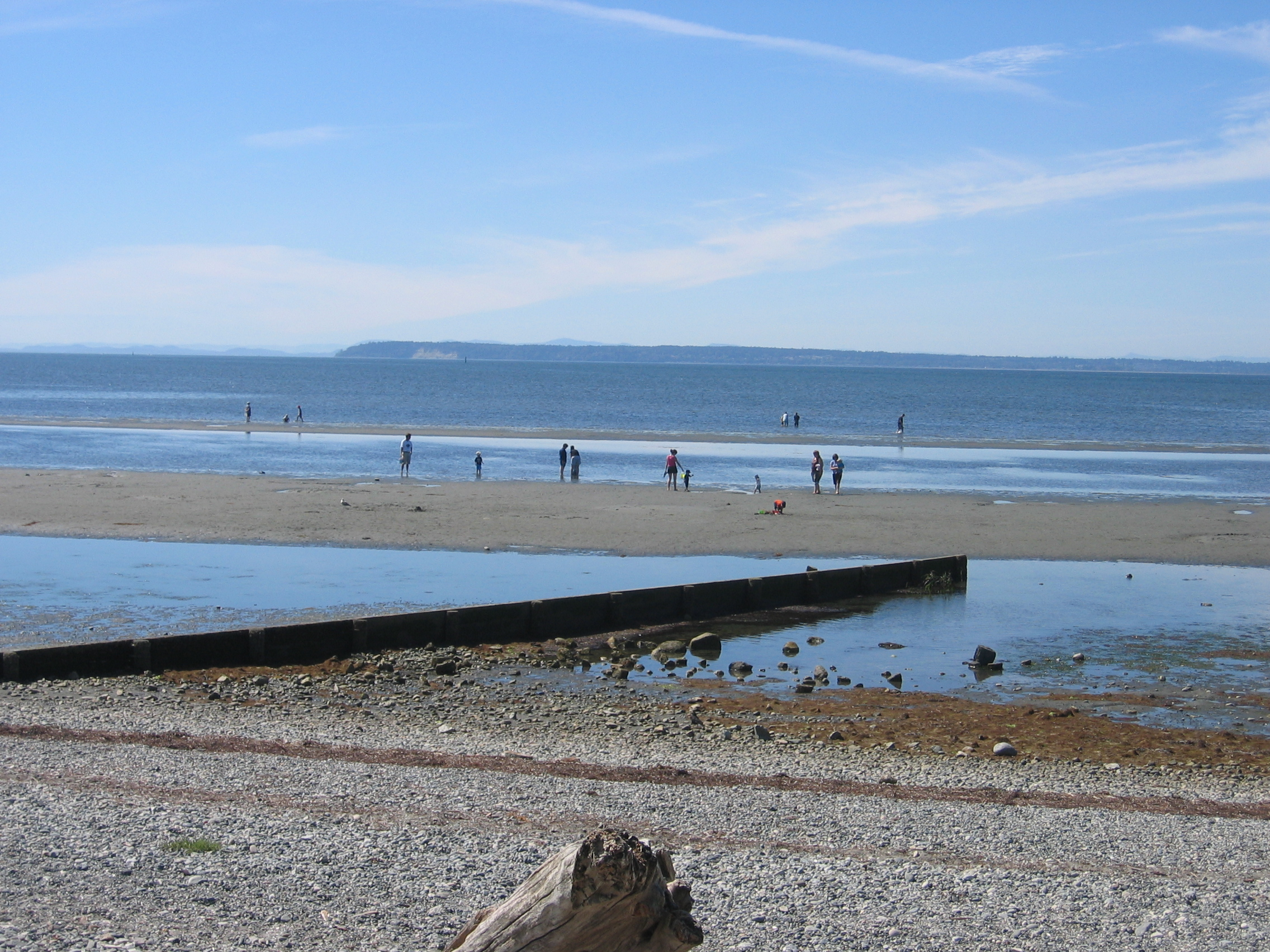
Pláž Crescent
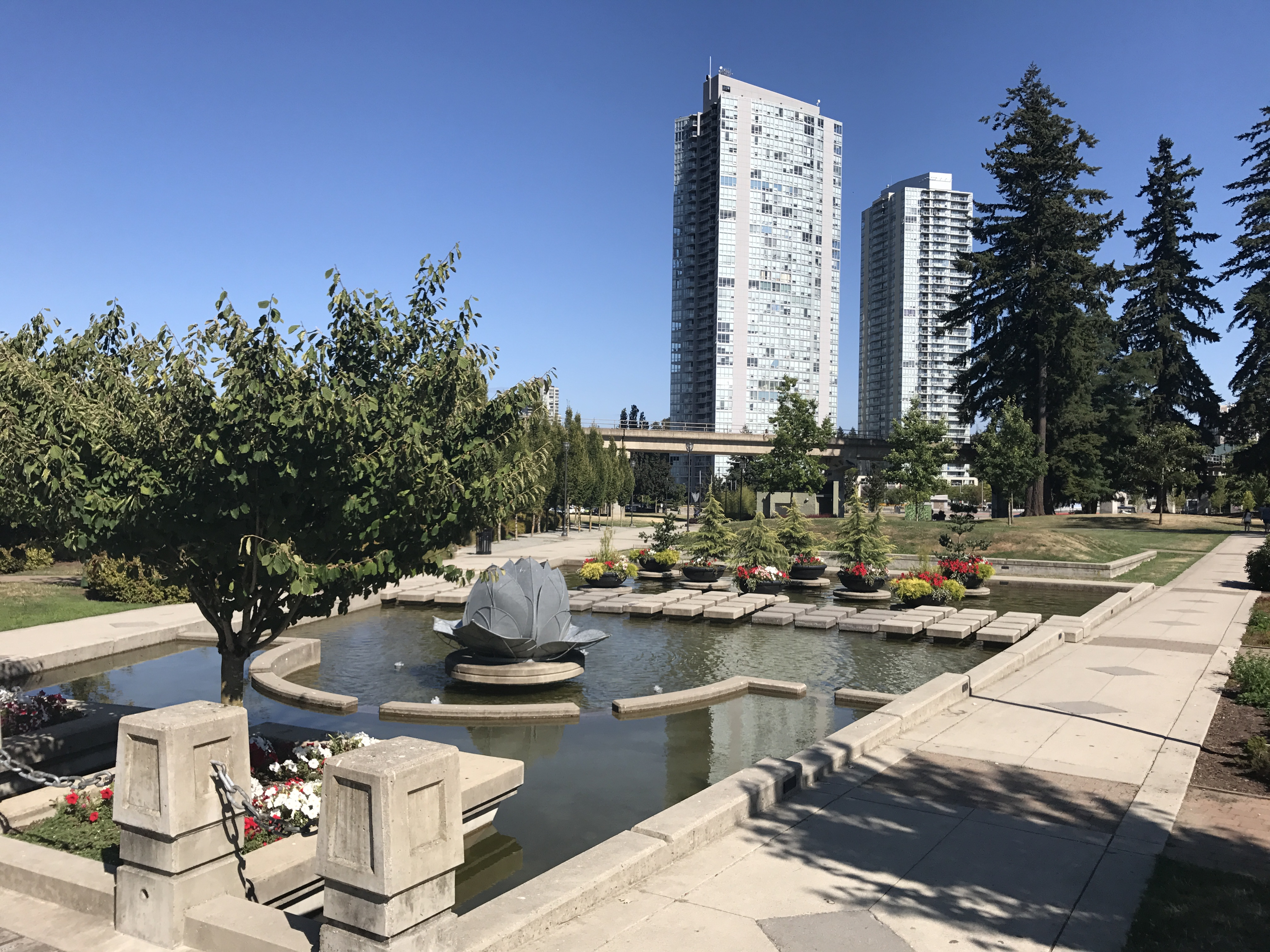
Holand Park
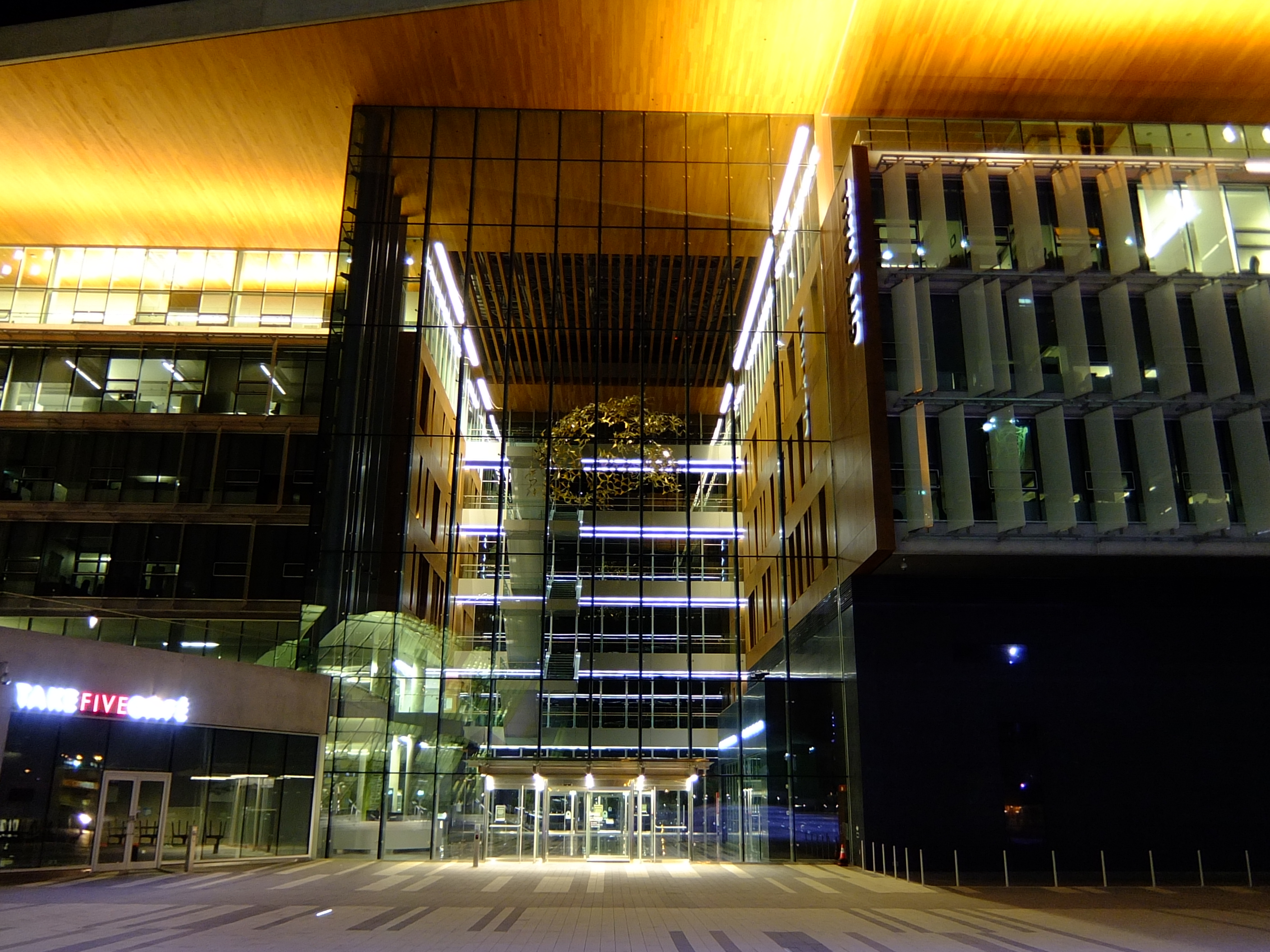
Radnice
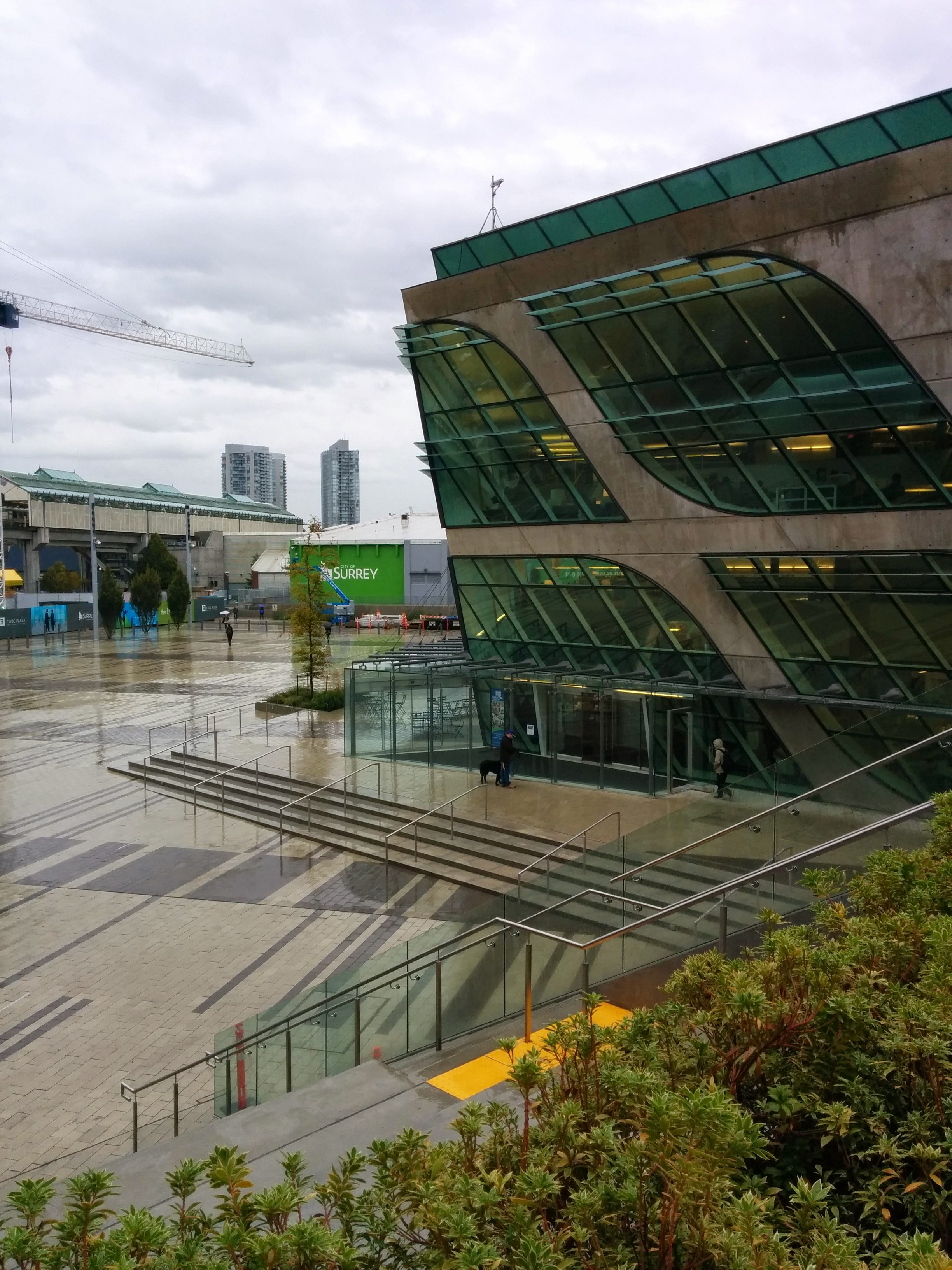
Knihovna
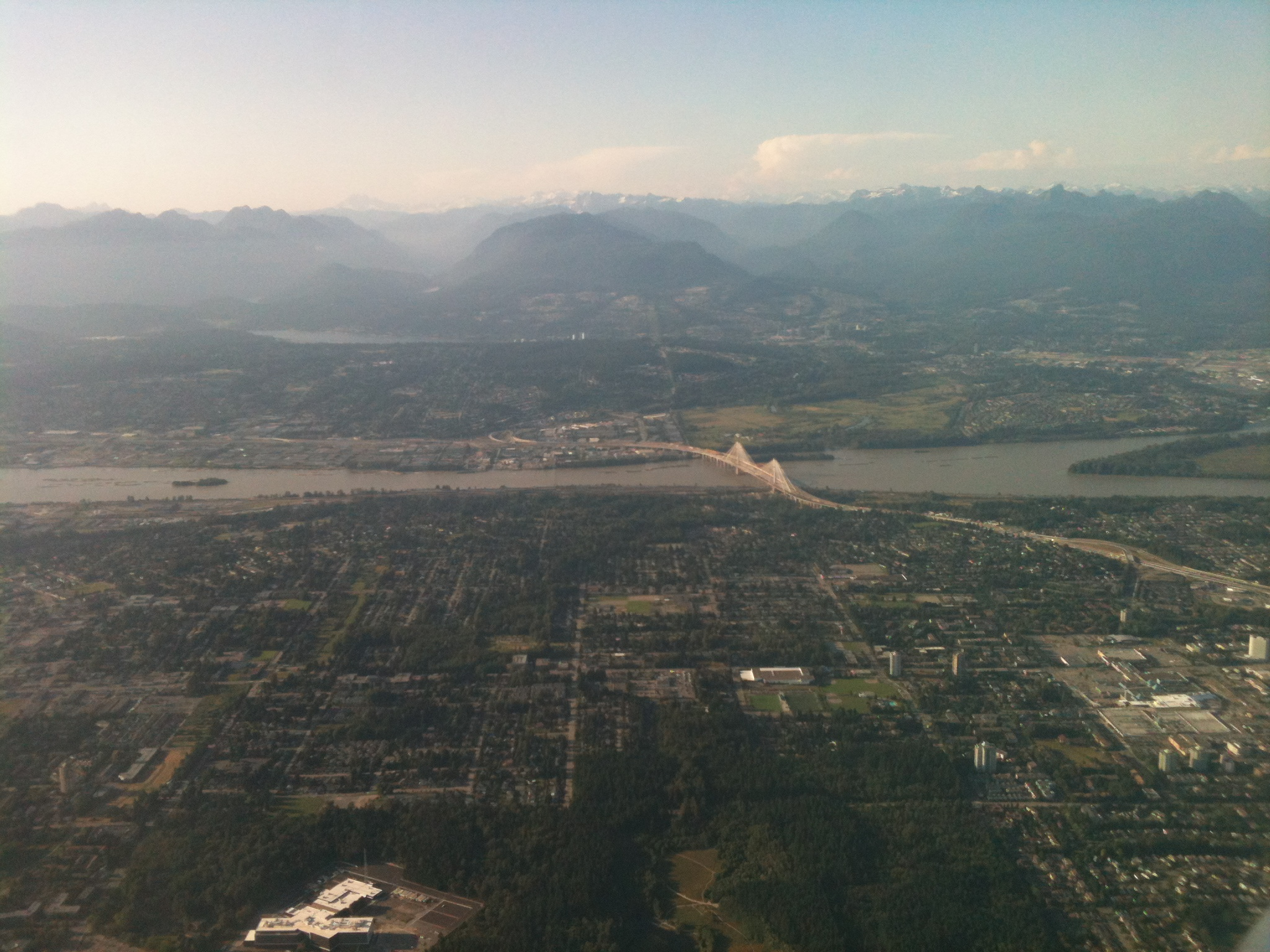
Letecký pohled na Surrey